# 983

983(구백팔십삼)은 982보다 크고 984보다 작은 자연수다.

## 수학
- 166번째 소수(素數)다. 앞의 소수는 977, 다음 소수는 991이다.

## 과학
- NGC 983: 삼각형자리 방향에 있는 막대나선은하.

## 문화유산
- 대한민국의 보물 제983호: 안성 봉업사지 석조여래입상

## 방송
- 지니 TV의 EBS 키즈 채널 번호.
- B tv의 MBC 스포츠플러스 채널 번호.
- B tv 케이블의 SPOTV 프라임2 채널 번호.

## 기타
- 연도: 983년, 기원전 983년